# Sklavenaufstand an der German Coast

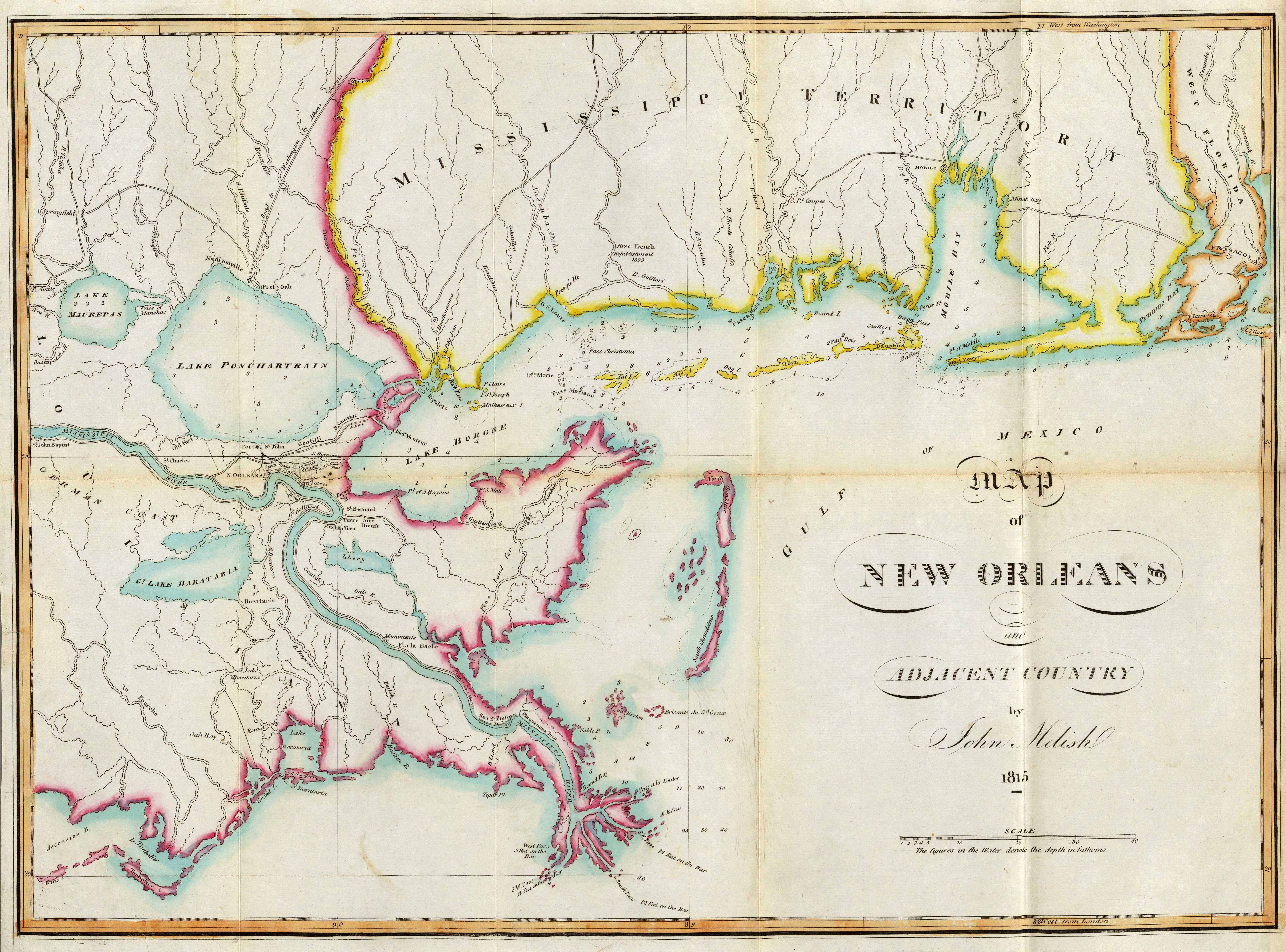
Karte von New Orleans und Louisiana aus dem Jahr 1815 mit der westlich gelegenen German Coast

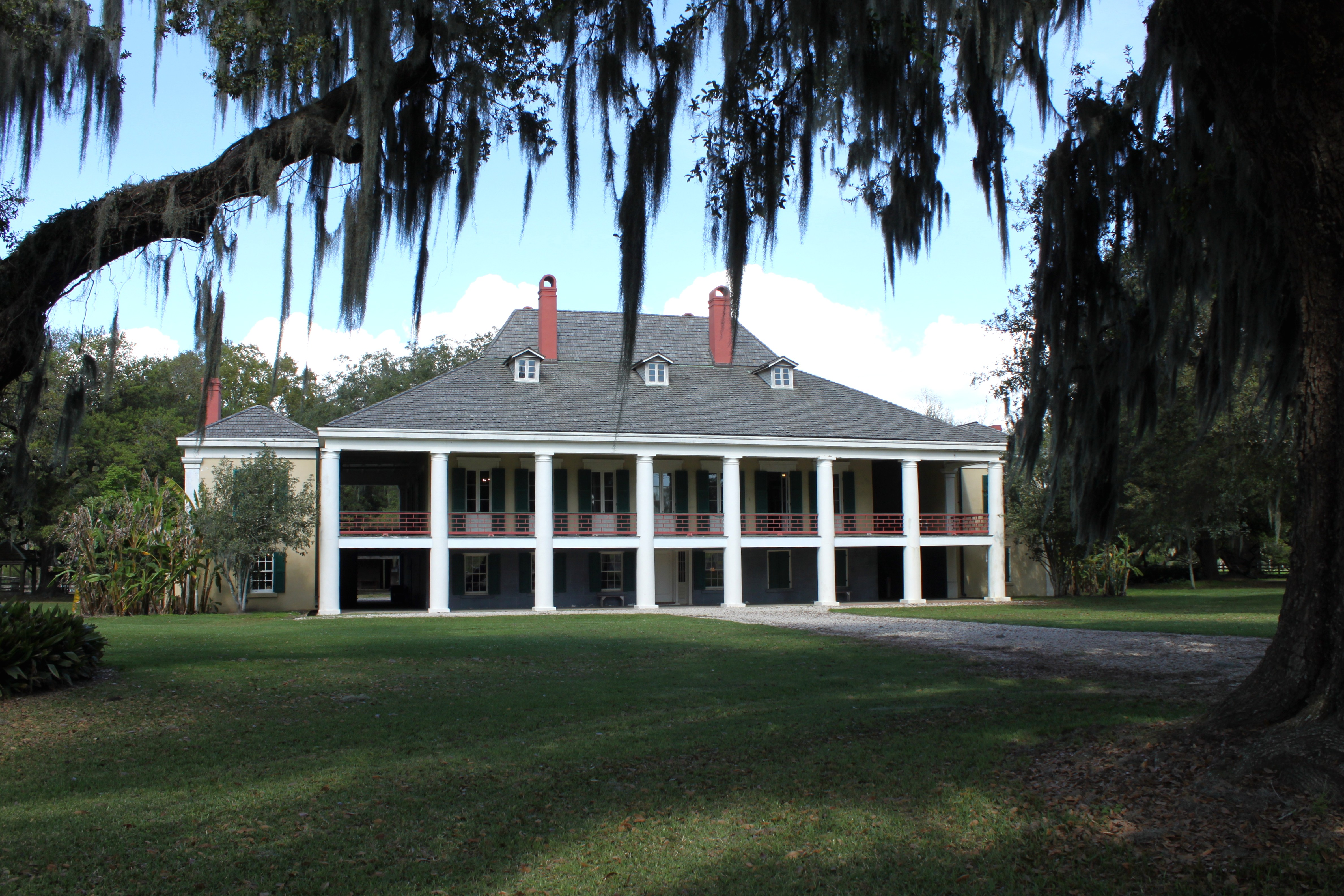
Destréhan-Plantage (2012)

Der Sklavenaufstand an der German Coast war eine Rebellion von 150 bis 500 Sklaven in den Parishes St. Charles und St. John the Baptist im damaligen Orleans-Territorium in den Vereinigten Staaten. Während des eigentlichen Aufstands, der vom 8. bis zum 10. Januar 1811 andauerte und letztendlich von einer Pflanzer-Miliz niedergeschlagen wurde, kamen zwei Weiße und 15 bis über 60 Sklaven ums Leben. In den folgenden Tagen wurden über hundert weitere Rebellen getötet und 18 nach einem Tribunal auf der Destréhan-Plantage hingerichtet. Als Reaktion auf den Sklavenaufstand, der als größter in der Geschichte der Vereinigten Staaten gilt, wurde das Milizsystem im Orleans-Territorium neu organisiert und ein reguläres Armeeregiment in New Orleans stationiert.

## Ausgangslage
Auf Saint-Domingue hatte sich ab 1791 aus einem Sklavenaufstand die erfolgreiche Haitianische Revolution entwickelt. Viele weiße Franzosen waren deshalb mit ihren Sklaven in die spanische Kolonie Kuba geflohen. Im Jahr 1809 wurden sie wegen des Spanischen Unabhängigkeitskriegs gegen Frankreich des Landes verwiesen und 9.000 von ihnen verließen Kuba in Richtung Orleans-Territorium. Möglicherweise brachten die über 6.000 Sklaven und freien Afroamerikaner unter diesen Flüchtlingen den Revolutionsgedanken an die German Coast. Es gibt auch Hinweise darauf, dass entflohene Sklaven, die in den Randzonen der Plantagen lebten, die Anführer des späteren Aufstands beeinflusst hatten.
Die Gegend um New Orleans war die bevölkerungsreichste und die wirtschaftlich mit Abstand bedeutsamste der Kolonie Louisiana, als sie im Jahr 1803 im Rahmen des Louisiana Purchase Napoleon Bonaparte von den Vereinigten Staaten abgekauft wurde. Zu dieser Zeit zeichneten sich die Plantagen der German Coast durch besonderen Wohlstand aus und ihre Besitzer gehörten zur herrschenden Pflanzeraristokratie des Territoriums. Ihr wirtschaftlicher Erfolg beruhte auf dem Anbau von Zuckerrohr. Die äußerst harte Arbeit, zu der die Pflanzer nur Afroamerikaner in der Lage sahen, hatte zur Folge, dass die Lebenserwartung eines Sklaven auf den Zuckerrohrplantagen nur fünf bis sechs Jahre betrug. Die Sklaven wurden vor allem aus Afrika verschleppt; nach dem Verbot des atlantischen Sklavenhandels im Jahr 1807 (zuerst in und für Großbritannien) kamen sie überwiegend aus Virginia. Zwischen 1790 und 1808 erreichten 20.000 Afrikaner den Hafen von New Orleans, darunter viele Gefangene afrikanischer Stammeskriege, die an weiße Sklavenhändler verkauft worden waren. So hatten zwei der späteren Anführer des Sklavenaufstands Gefechtserfahrung. Im Jahr 1810 besaßen 90 % der Haushalte in und um New Orleans Sklaven, die 75 % der Gesamtbevölkerung ausmachten.

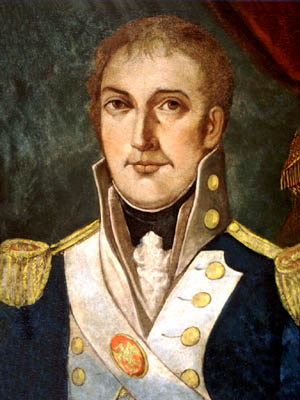
William C. C. Claiborne (frühes 19. Jahrhundert)

Der von Präsident Thomas Jefferson ernannte Gouverneur des Orleans-Territoriums, William C. C. Claiborne, hatte zum Ziel, die Lebensbedingungen für die Sklaven so human wie möglich zu gestalten. Damit stieß er auf den Widerstand der Pflanzeraristokratie der German Coast, die ihm als protestantischem Anglo-Amerikaner, der kein Französisch sprach, ohnehin mit Vorbehalten gegenüberstand. Der Konflikt eskalierte so weit, dass eine Delegation von Pflanzern unter Führung von Jean Noel Destréhan nach Washington, D.C. reiste und von Präsident James Madison erfolglos die Absetzung von Claiborne verlangte. Im Jahr 1810 annektierten die Vereinigten Staaten die benachbarte spanische Kolonie Westflorida. Um das Territorium gegen eine spanische Reaktion abzusichern, entsandte Claiborne im Januar 1811 einen Großteil der in New Orleans stationierten Armeeeinheiten dorthin, womit die German Coast weitgehend schutzlos wurde.

## Ablauf
Die Anführer des Aufstands waren der Vorarbeiter Charles Deslondes, die fünf Jahre zuvor aus Afrika verschleppten Feldarbeiter Quamana und Kook, die möglicherweise dem Volk der Akan angehörten, sowie der aus Virginia stammende Zimmermann Harry Kenner. Alle vier waren Sklaven. Laut der meisten Zeugenaussagen war Deslondes der Ideengeber für die Revolte. Er arbeitete auf der Woodland-Plantage von Manuel Andry, der als einer der brutalsten Sklavenhalter der German Coast galt, während seine Frau Sklavin auf der Plantage von François Trépagnier war. In seiner Funktion als Vorarbeiter musste Deslondes Strafen gegen Sklaven selbst durchführen, hatte aber auch eine größere Bewegungsfreiheit und eine Kutsche zur Verfügung. Deslondes nutzte dies ab 1810 aus, besuchte andere Plantagen und konnte andere Sklaven zum Aufstand ermutigen. Ob es einen konkreten Auslöser für Deslondes’ Handeln gab, ist nicht bekannt. Quamana und Kook, die dem Pflanzer und späteren Senator James Brown gehörten, hatten wahrscheinlich Erfahrungen als Krieger und fungierten als Deslondes’ Kontaktpersonen zu anderen afrikanischen Sklaven sowie als taktische Ratgeber. Der 25-jährige Kenner arbeitete auf einer Plantage nahe New Orleans und unterstützte Deslondes, Quamana und Kook bei der Etablierung von miteinander kommunizierenden Widerstandszellen auf einer knapp 50 Kilometer langen Linie an der German Coast. Am 6. Januar gab Deslondes das Signal, mit dem Aufstand in zwei Tagen zu beginnen.
In der Nacht des 8. Januar drangen Deslondes und um die 25 Gefährten in das Herrenhaus der Plantage Woodlawn ein, wo Andry und sein Sohn Gilbert bereits schliefen. Während sie Gilbert töteten, konnte sich Andry, der bei dem Angriff drei schwerwiegende, aber nicht tödliche Verwundungen erlitten hatte, an den Mississippi River retten, mit einem Boot entkommen und auf die Plantage von Charles Perret fliehen; von dort aus ritt er los, um die anderen Plantagenbesitzer an der German Coast vorzuwarnen. So kam es, dass bereits am Morgen die Pflanzer alarmiert waren und Gegenmaßnahmen ergreifen konnten. Auf der Plantage brachen die Aufständischen einen Lagerraum auf und erbeuteten Feuerwaffen und Munition sowie die Milizuniformen von Andry und seinem Sohn. Der weitere Plan für die nächsten zwei Tage war, die knapp 65 Kilometer nach New Orleans zu marschieren, unterwegs alle Plantagen zu brandschatzen und mehr Sklaven für den Aufstand zu rekrutieren. Insgesamt schloss sich aber nur ein Viertel der Sklaven Deslondes und seinen Männern an, während viele andere ihre Besitzer warnten und halfen, sie zu retten.
Bei der James Brown-Plantage schlossen sich Quamana und Kook sowie die Hälfte der dortigen Sklaven an. Bei der Plantage, auf der Deslondes’ Frau arbeitete, stellte sich der für seine Brutalität berüchtigte und von allen Sklaven der German Coast gehasste Trépagnier in der Abenddämmerung des 9. Januar den Aufständischen entgegen, nachdem er seine Familie in ein Versteck geschickt und einen Boten ausgesandt hatte, um die benachbarten Pflanzer zu warnen. Von seinem Herrenhaus aus schoss er auf die Menge, fest davon überzeugt, sie damit in die Flucht zu schlagen. Kook brach jedoch von hinten in das Anwesen ein und erschlug Trépagnier, während andere Aufständische das Herrenhaus in Brand steckten. Nach diesem Erfolg zogen nun etwa zwischen 200 und 500 rebellierende Sklaven in Richtung New Orleans, wobei ihnen das Gerücht vorauseilte, dass sie beabsichtigten, die Stadt einzunehmen und alle weißen Bewohner zu töten. Territorialgouverneur Claiborne nahm diese Situation ernst, da die Weißen in New Orleans gegenüber den Afroamerikanern ohnehin in der Minderheit waren und ihm der Sklavenaufstand von Saint-Domingue in seinen Konsequenzen bekannt war. Etwa zu der Zeit, als die Trépagnier-Plantage Feuer fing, begann Claiborne erste Verteidigungsmaßnahmen einzuleiten. Unter anderem drängte er die Frauen und Kinder der Stadt, Zuflucht im Fort von Faubourg Marigny zu suchen und verhängte am Abend eine Ausgangssperre für die afroamerikanische Bevölkerung von New Orleans. Er konferierte mit Brigadegeneral Wade Hampton I., der zufälligerweise vor zwei Tagen aus Westflorida eingetroffen war, und bat ihn, mit den in New Orleans verbliebenen 30 regulären Soldaten und einer Miliz die Verteidigung zu organisieren. Zusammen mit 40 Seeleuten, die Commodore John Shaw von einem im Hafen liegenden Schiff der United States Navy entsandte, gelang es Hampton, eine zusammengewürfelte Streitkraft von ungefähr 100 Mann aufzustellen, mit der er noch am Abend des 9. Januar die Stadt verließ, um den Aufständischen zu begegnen. Neben diesen Einheiten beorderte Claiborne zusätzlich 200 Soldaten aus Baton Rouge unter Major Homer Virgil Milton zur German Coast.
Die Aufständischen hatten in der Zwischenzeit die Meuillion-Plantage, die dem wohlhabendsten Pflanzer der German Coast gehörte, und diejenige von Kenners Besitzer abgebrannt. Somit hatten sie sich seit dem Beginn ihrer Rebellion über 30 Kilometer in Richtung New Orleans bewegt, bevor sie ihr Nachtlager auf der Plantage von Jacques Fortier aufschlugen. In den frühen Morgenstunden des 10. Januar entdeckten Kundschafter Hamptons dieses Nachtlager, aber noch bevor die Streitkräfte kurz vor Sonnenaufgang ihren Angriff beginnen konnten, mussten sie feststelle, dass sich die Rebellen zerstreut hatten und entkommen konnten. Dies entspricht einer Taktik, die im westlichen Zentralafrika gegen massive Angriffe der Portugiesen erfolgreich war, um die Angreifer zerstreuen und in kleinen Gruppen angreifen zu können.
Hampton gönnte seinen erschöpften Truppen eine Rast, während Deslondes die Aufständischen in Richtung Nordwesten und somit zurück auf den Weg führte, den sie gekommen waren. Nachdem sie knapp 22 Kilometer zurückgelegt hatten und einen Halt bei der Plantage von François Bernard Bernoudi eingelegt hatten, wurden sie von einer Miliz von ungefähr 80 Pflanzern entdeckt. Diese war von Andry binnen 25 Stunden nach dem nächtlichen Überfall vom 8. Januar aufgestellt worden. Die Miliz stand unter seiner und Perrets Führung. Zum Zeitpunkt dieses Aufeinandertreffens lag die Stärke der Aufständischen laut Schätzungen bei mindestens 200 Mann, wovon die Hälfte beritten war. Zwar waren die Pflanzer deutlich in der Unterzahl, aber bei weitem besser bewaffnet als die rebellierenden Sklaven.
Nach der Bildung von Gefechtslinien und einem ersten Schusswechsel stellte sich schnell heraus, dass die mit Macheten und Äxten bewaffneten Aufständischen, von denen nur einige wenige über Feuerwaffen verfügten, keine Chance gegen die gut ausgerüstete Miliz hatten. Hinzu kam, dass die Sklaven im Umgang mit Musketen nicht geübt waren und teilweise nicht wussten, wie das Nachladen funktionierte. Aus diesen Gründen durchbrachen die Pflanzer rasch die Linie der Aufständischen und das Gefecht hatte bald mehr den Charakter eines Massakers. Die Schätzungen zur Opferzahl bei den Sklaven variieren und liegen zwischen 15 und mindestens 60 Toten, und es gab viele Verletzte. Die Miliz dagegen hatte weder Verletzte noch Tote zu beklagen. Die Pflanzer gerieten in Rage und zwangen die gefangen genommenen Kook, Quamana und Kenner zuzusehen, wie sie verletzte Sklaven töteten, verstümmelten und ihre Köpfe abtrennten. Die Reste der Sklaven um ihren Anführer Deslondes waren in nahegelegene Sümpfe geflohen und wurden von Bluthunden und Indianer-Scouts gejagt. Deslondes, der als einer der ersten entdeckt wurde, wurde zum Gefechtsfeld verschleppt und dort brutal gefoltert, bevor er bei lebendigem Leib verbrannt wurde. Damit war der Sklavenaufstand an der German Coast, der als größte bewaffnete Rebellion dieser Art in der Geschichte der Vereinigten Staaten von Amerika gilt, beendet.
Derweil waren in New Orleans Bundestruppen aus Westflorida eingetroffen, die von Hampton an die German Coast beordert wurden, um mögliche weitere Aufstände zu bekämpfen. Er und Claiborne waren einerseits davon überzeugt, dass die unmittelbare Gefahr einer Revolution gebannt war, andererseits sicher, dass Spanien Deslondes zum Aufstand angestiftet hatte. Die Pflanzer machten in den folgenden Tagen weiterhin Jagd auf entflohene Rebellen, die bei Entdeckung zumeist sofort getötet wurden. Viele wurden enthauptet und Köpfe und Rümpfe zur Abschreckung auf Pfählen zur Schau gestellt. Bald waren es über hundert Opfer, die auf einer knapp 65 Kilometer langen Strecke vom Zentrum von New Orleans durch die gesamte German Coast hinweg derart präsentiert wurden. 21 Gefangene des Gefechts vom 10. Januar wurden in Ketten gelegt und zur Plantage von Destréhan verbracht, wo sie in einem Waschhaus festgehalten wurden. Die Pflanzer wollten so ein ordentliches Gerichtsverfahren in New Orleans vermeiden, weil sie Claiborne und dem amerikanischen Justizsystem nicht trauten und schnelle und „gerechte“ Urteile erreichen wollten. Ein Tribunal aus vier Pflanzern und dem lokalen Richter Pierre Bauchet St. Martin, der selbst am Gefecht auf der Bernoudi-Plantage teilgenommen hatte und dem Verfahren wenigstens den Anschein von Rechtmäßigkeit geben sollte, führte die Verhöre durch und fällte die Urteile.
Das Tribunal dauerte vom 13. bis zum 15. Januar. An diesen zwei Tagen wurden die Angeklagten verhört, wobei aus ihren Aussagen laut dem Historiker Marc Cave kein spezifischer Anlass für die Rebellion ableitbar ist außer ihrer Verachtung für das auf ihrer Gefangenschaft beruhende System der Plantagenwirtschaft. Einige Sklaven waren wegen der bevorstehenden Exekution derart verängstigt, dass sie hofften, diesem Schicksal zu entgehen, wenn sie Mitgefangene oder andere Aufständische denunzierten. Andere gaben ihre Beteiligung zu, ohne andere zu beschuldigen. Kenner verweigerte jede Aussage, während Kook und Quamana stolz einräumten, Anführer der Rebellion gewesen zu sein. Am 15. Januar wurden 18 der 21 Angeklagten zum Tode verurteilt. Drei der Gefangenen wurden freigesprochen, wahrscheinlich weil sie für ihre Sklavenhalter einen besonders hohen Wert besaßen. Die Hinrichtungen fanden durch Erschießen statt, wobei auch hier die Köpfe abgetrennt und an mehreren Orten der German Coast als Abschreckung zur Schau gestellt wurden. In New Orleans fanden im Rathaus gleichfalls Prozesse gegen Aufständische statt, die zu sieben Todesurteilen führten. Auch dort wurden die Hingerichteten verstümmelt und ihre Leichen öffentlich zur Schau gestellt.

## Nachwirkung
Selbst während des Sklavenaufstands an der German Coast setzte der Kongress der Vereinigten Staaten die Debatte über die Aufnahme des Orleans-Territoriums als Bundesstaat in die amerikanische Union fort. Claiborne war ein großer Befürworter der Umwandlung des Territoriums in den Bundesstaat Louisiana und spielte deshalb die Bedeutung des Aufstands herunter. Die Plantagenbesitzer hingegen erwärmten sich nun schnell für die Staatsbürgerschaft, nachdem sie erlebt hatten, wie schwer es war, nur mit lokalen Milizen die weitere Unterdrückung der Schwarzen abzusichern. Außerdem sollte verhindert werden, weitere Sklaven zur Rebellion zu ermuntern. Die amerikanische Presse war überwiegend mit dem Krisenmanagement Claibornes zufrieden; mehr als 20 Zeitungen in den Nordstaaten kritisierten jedoch in einem Artikel die Behandlung der rebellierenden Sklaven als blutrünstig und grausam.
Wie nach jedem größeren Sklavenaufstand in den Südstaaten üblich folgten danach als Reaktion neue und strengere Gesetze und Verordnungen. Der Bürgermeister von New Orleans beschränkte die Bewegungsfreiheit von Sklaven im Stadtgebiet, verbot ihnen, Räume zu mieten und, mit Ausnahme von Gottesdiensten, sich zu versammeln. Selbst freien Schwarzen wurde es nun untersagt, in New Orleans Munition zu kaufen. Als politische Reaktion auf höherer Ebene bemühte sich Territorialgouverneur Claiborne um eine stärkere Militarisierung von New Orleans, zum einen als Abschreckung vor weiteren Aufständen, zum anderen als Warnung an die Spanische Kolonie Florida, keine Sklaven mehr zur Flucht in die Freiheit anzustacheln. Dazu bat er mit Erfolg Präsident Madison, ein reguläres Armeeregiment dauerhaft nach New Orleans zu beordern. Bereits seit 1806 hatte Clairborne versucht, die nachlässig und halbherzig operierenden lokalen Milizen durch bessere Ausrüstung und Ausbildung zu stärken, womit er aber bis dahin am Widerstand der Pflanzeraristokratie gescheitert war. Unter dem Eindruck des Sklavenaufstands an der German Coast gab diese ihre Verweigerungshaltung auf, so dass die Reorganisation der Miliz im Sinne Claibornes durch die gesetzgebende Versammlung des Orleans-Territoriums beschlossen wurde. Das Vorhaben des Territorialgouverneurs, den Import neuer Sklaven in das Orleans-Territorium streng zu reglementieren, blockierten die Pflanzer. Zwar war die Einfuhr von Sklaven seit 1808 im Hoheitsgebiet der Vereinigten Staaten verboten, aber in New Orleans florierte seitdem im Hafen diesbezüglich ein Schwarzmarkt. Die Pflanzer waren auf immer mehr Sklaven angewiesen, um die steigende Nachfrage auf dem boomenden Zuckermarkt mit ihrem Zuckerrohr decken zu können.
Die Gerüchte um weitere bevorstehende Sklavenaufstände in und um New Orleans ebbten erst im Frühjahr 1811 ab, während die Beziehungen zwischen Sklaven und ihren Besitzern wieder schnell zu konventionellen Mustern zurückkehrten. Die beschädigten Plantagenhäuser wurden saniert oder neu erbaut und die Arbeit auf den Zuckerrohrfeldern ging wieder ihren gewohnten, vom Aufstand kaum beeinträchtigten Gang. Auf Druck von Claiborne sprach die Bundesregierung im April des gleichen Jahres jedem Pflanzer eine Entschädigung von 300 US-Dollar für jeden verlorenen Sklaven zu, unabhängig davon, ob diese während des Gefechts beziehungsweise auf der Flucht getötet oder verurteilt und hingerichtet worden waren.

## Gedenken

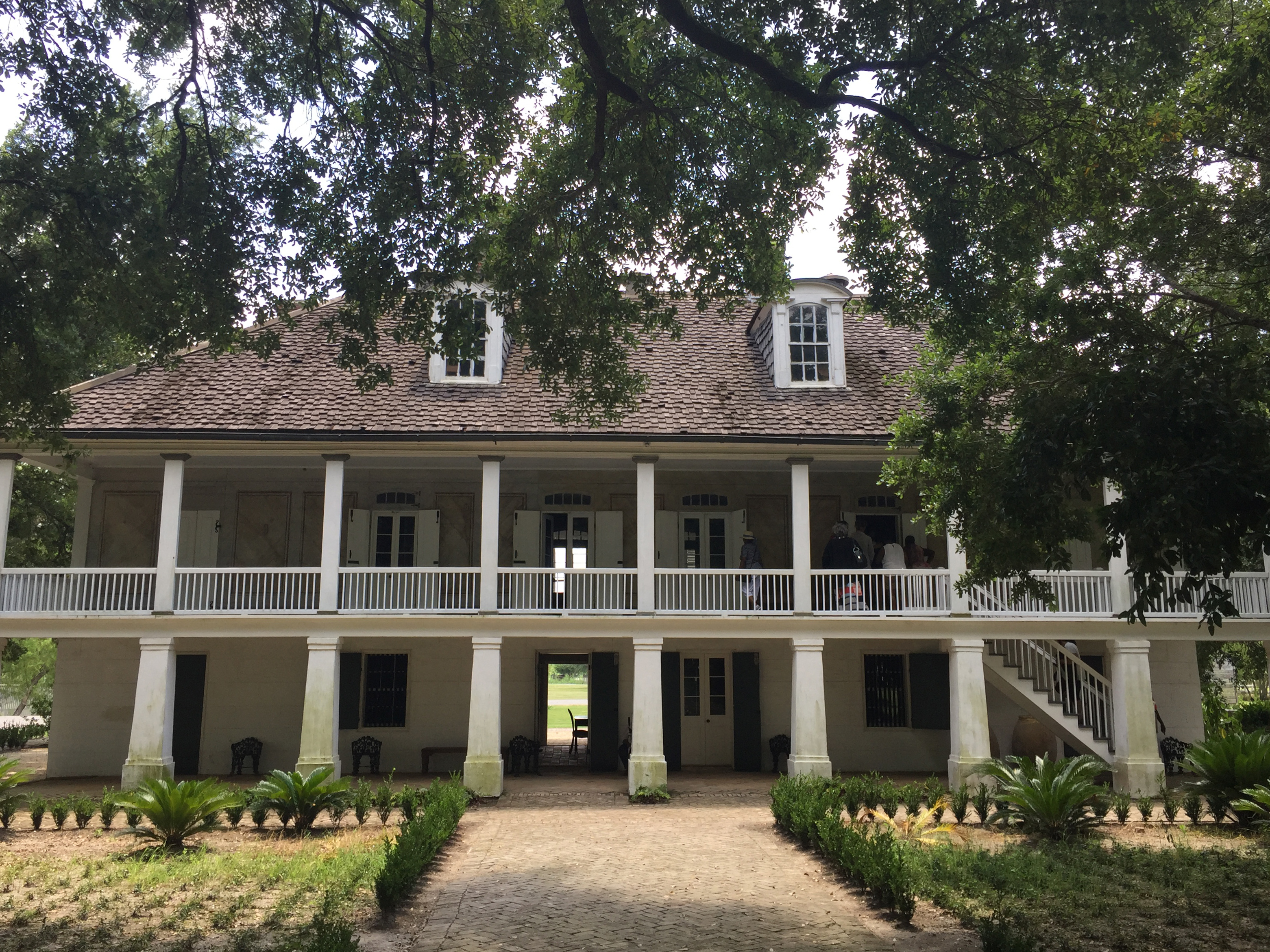
Herrenhaus Whitney Plantation (2016)

Seit dem Jahr 1995 führt die African American History Alliance of Louisiana jährlich einen Gedenkmarsch durch, an dem auch Nachkommen der Aufständischen teilnehmen und der in Norco auf einen afroamerikanischen Friedhof aus dem Antebellum endet. Dort legen sie einen Kranz nieder und verlesen die Namen der hingerichteten Sklaven. In der relativ bekannte Destréhan-Plantage, die als Baudenkmal im National Register of Historic Places verzeichnet ist und Drehort für den Film Interview mit einem Vampir war, wird bei Führungen den Sklavenaufstand an der German Coast und die Rolle dieses Ortes nicht erwähnt.
Das im Dezember 2014 eröffnete Museum der Whitney Plantation widmet sich dem Leben der Sklaven auf den Plantagen Louisianas sowie unter anderem dem Sklavenaufstand an der German Coast.